# Marina Ahmad
Marina Masuma Ahmad (bengali : মেরিনা মাসূমা আহমদ ) est une femme politique et syndicaliste du Parti travailliste britannique, membre de l'Assemblée de Londres pour Lambeth et Southwark depuis 2021. Elle a représenté Crystal Palace et a été porte-parole de l'éducation au Conseil de Bromley.

## Jeunesse
Ahmad naît au Bangladesh et déménage en Angleterre à l'âge de six mois où elle grandit dans une cité. Elle obtient un baccalauréat ès arts en anglais et en histoire à l'Université de Surrey,.

## Carrière
Ahmad est une syndicaliste qui a travaillé dans le secteur public et est également avocate de formation. Elle s'est présentée dans le district de Beckenham lors de trois élections générales : 2015, 2017 et 2019.
En octobre 2022, Ahmad est candidate à la primaire pour la députation de Camberwell et Peckham aux prochaines élections générales. Elle ne termine pas sur la liste restreinte.

## Vie privée
Ahmad vit à West Wickham avec son mari, qui est médecin généraliste local. Ils ont deux enfants.

## Histoire électorale
| Parti              | Parti                                                              | Candidat                                                           | Voix                | %    | ±            |
| ------------------ | ------------------------------------------------------------------ | ------------------------------------------------------------------ | ------------------- | ---- | ------------ |
|                    | Conservateur                                                       | Bob Stewart                                                        | 27,282              | '    | {{{change}}} |
|                    | Travailliste                                                       | Marina Ahmad                                                       | 13,024              |      |              |
|                    | Libéral Démocrate                                                  | Chloe-Jane Ross                                                    | 8,194               |      |              |
|                    | Green                                                              | Ruth Fabricant                                                     | 2,055               |      |              |
| Majorité           | Majorité                                                           | Majorité                                                           | 14,258              |      | {{{change}}} |
| Participation      | Participation                                                      | Participation                                                      | 50,555              |      | {{{change}}} |
| Registre électeurs | Registre électeurs                                                 | Registre électeurs                                                 | {{{reg. electors}}} |      |              |
|                    | [[{{{winner}}}\|{{Template:{{{winner}}}/meta/shortname}}]] retenir | [[{{{winner}}}\|{{Template:{{{winner}}}/meta/shortname}}]] retenir | Swing               | -0.5 |              |

| Parti              | Parti                                                              | Candidat                                                           | Voix                | %    | ±            |
| ------------------ | ------------------------------------------------------------------ | ------------------------------------------------------------------ | ------------------- | ---- | ------------ |
|                    | Conservateur                                                       | Bob Stewart                                                        | 30,632              | '    | {{{change}}} |
|                    | Travailliste                                                       | Marina Ahmad                                                       | 15,545              |      |              |
|                    | Libéral Démocrate                                                  | Julie Ireland                                                      | 4,073               |      |              |
|                    | Green                                                              | Ruth Fabricant                                                     | 1,380               |      |              |
| Majorité           | Majorité                                                           | Majorité                                                           | 15,087              |      | {{{change}}} |
| Participation      | Participation                                                      | Participation                                                      | 51,630              |      | {{{change}}} |
| Registre électeurs | Registre électeurs                                                 | Registre électeurs                                                 | {{{reg. electors}}} |      |              |
|                    | [[{{{winner}}}\|{{Template:{{{winner}}}/meta/shortname}}]] retenir | [[{{{winner}}}\|{{Template:{{{winner}}}/meta/shortname}}]] retenir | Swing               | -4.3 |              |

| Parti              | Parti                                                              | Candidat                                                           | Voix                | %    | ±            |
| ------------------ | ------------------------------------------------------------------ | ------------------------------------------------------------------ | ------------------- | ---- | ------------ |
|                    | Conservateur                                                       | Bob Stewart                                                        | 27,955              | '    | {{{change}}} |
|                    | Travailliste                                                       | Marina Ahmad                                                       | 9,484               |      |              |
|                    | UKIP                                                               | Rob Bryant                                                         | 6,108               |      |              |
|                    | Libéral Démocrate                                                  | Anuja Prashar                                                      | 3,378               |      |              |
|                    | Green                                                              | Ruth Fabricant                                                     | 1,878               |      |              |
| Majorité           | Majorité                                                           | Majorité                                                           | 18,471              |      | {{{change}}} |
| Participation      | Participation                                                      | Participation                                                      | 48,803              |      | {{{change}}} |
| Registre électeurs | Registre électeurs                                                 | Registre électeurs                                                 | {{{reg. electors}}} |      |              |
|                    | [[{{{winner}}}\|{{Template:{{{winner}}}/meta/shortname}}]] retenir | [[{{{winner}}}\|{{Template:{{{winner}}}/meta/shortname}}]] retenir | Swing               | +6.6 |              |